# Pohár UEFA 1973/1974
Sezóna 1973/74 Poháru UEFA byla 16. ročníkem tohoto poháru a zároveň třetím pod tímto názvem. Vítězem se stal tým Feyenoord.

## První kolo
| Domácí v 1. zápase      | Celkem | Hosté v 1. zápase          | 1. zápas | 2. zápas |
| ----------------------- | ------ | -------------------------- | -------- | -------- |
| Fredrikstad FK          | 0–5    | FK Dynamo Kyjev            | 0–1      | 0–4      |
| Ruch Chorzów            | 8–6    | Wuppertaler SV             | 4–1      | 4–5      |
| Boldklubben 1903        | 3–2    | AIK Stockholm              | 2–1      | 1–1      |
| FC Carl Zeiss Jena      | 6–0    | Mikkelin Palloilijat       | 3–0      | 3–0      |
| Strømsgodset IF         | 2–7    | Leeds United FC            | 1–1      | 1–6      |
| Östers IF               | 2–5    | Feyenoord                  | 1–3      | 1–2      |
| Hibernian FC            | 3–1    | Keflavík                   | 2–0      | 1–1      |
| OGC Nice                | 3–2    | FC Barcelona               | 3–0      | 0–2      |
| Fortuna Düsseldorf      | 3–2    | Naestved IF                | 1–0      | 2–2      |
| Grasshopper Club Zürich | 2–9    | Tottenham Hotspur FC       | 1–5      | 1–4      |
| Aberdeen FC             | 7–2    | Finn Harps FC              | 4–1      | 3–1      |
| Dundee FC               | 3–7    | FC Twente                  | 1–3      | 2–4      |
| RCD Espanyol            | 2–4    | RWD Molenbeek              | 0–3      | 2–1      |
| CF Os Belenenses        | 1–4    | Wolverhampton Wanderers FC | 0–2      | 1–2      |
| Union Luxembourg        | 1–12   | Olympique Marseille        | 0–5      | 1–7      |
| Vitória FC              | 4–0    | Beerschot AC               | 2–0      | 2–0      |
| Ipswich Town FC         | 1–0    | Real Madrid                | 1–0      | 0–0      |
| SS Lazio                | 4–3    | Sion                       | 3–0      | 1–3      |
| Sliema Wanderers        | 0–3    | Lokomotiv Plovdiv          | 0–2      | 0–1      |
| Fiorentina              | 0–1    | Universitatea Craiova      | 0–0      | 0–1      |
| Ferencvarosi TC         | 1–3    | Gwardia Varšava            | 0–1      | 1–2      |
| VfB Stuttgart           | 13–0   | Olympiakos Nicosia         | 9–0      | 4–0      |
| FC Tatran Prešov        | 5–3    | Velež Mostar               | 4–2      | 1–1      |
| FC Dinamo Tbilisi       | 4–3    | PFK Slavia Sofia           | 4–1      | 0–2      |
| Panathinaikos FC        | 2–2(v) | OFK Bělehrad               | 1–2      | 1–0      |
| FC Admira/Wacker        | (v)2–2 | FC Internazionale Milano   | 1–0      | 1–2      |
| Fenerbahce              | 6–2    | FC Argeș Pitești           | 5–1      | 1–1      |
| FC VSS Košice           | 3–5    | Budapest Honvéd FC         | 1–0      | 2–5      |
| Turín FC                | 2–4    | Lokomotive Leipzig         | 1–2      | 1–2      |
| Eskisehirspor           | 0–2    | 1. FC Köln                 | 0–0      | 0–2      |
| Panachaiki              | 3–1    | Grazer AK                  | 2–1      | 1–0      |
| Ards FC                 | 4–8    | Standard Liège             | 3–2      | 1–6      |

## Druhé kolo
| Domácí v 1. zápase  | Celkem    | Hosté v 1. zápase          | 1. zápas | 2. zápas    |
| ------------------- | --------- | -------------------------- | -------- | ----------- |
| FC Admira/Wacker    | 2–4       | Fortuna Düsseldorf         | 2–1      | 0–3         |
| Aberdeen FC         | 2–5       | Tottenham Hotspur FC       | 1–1      | 1–4         |
| FC Dinamo Tbilisi   | 8–1       | OFK Bělehrad               | 3–0      | 5–1         |
| OGC Nice            | 4–2       | Fenerbahce                 | 4–0      | 0–2         |
| Lokomotive Leipzig  | (v)4–4    | Wolverhampton Wanderers FC | 3–0      | 1–4         |
| Panachaiki          | 1–8       | FC Twente                  | 1–1      | 0–7         |
| Vitória FC          | (v)2–2    | RWD Molenbeek              | 1–0      | 1–2         |
| Olympique Marseille | 2–6       | 1. FC Köln                 | 2–0      | 0–6         |
| Ipswich Town FC     | 6–4       | SS Lazio                   | 4–0      | 2–4         |
| FK Dynamo Kyjev     | 3–1       | Boldklubben 1903           | 1–0      | 2–1         |
| Lokomotiv Plovdiv   | 5–7       | Budapest Honvéd FC         | 3–4      | 2–3         |
| Ruch Chorzów        | 3–1       | FC Carl Zeiss Jena         | 3–0      | 0–1         |
| VfB Stuttgart       | 8–4       | FC Tatran Prešov           | 3–1      | 5–3(prodl.) |
| Leeds United FC     | (pen.)0–0 | Hibernian FC               | 0–0      | 0–0         |
| Feyenoord           | 3–2       | Gwardia Varšava            | 3–1      | 0–1         |
| Standard Liège      | 3–1       | Universitatea Craiova      | 2–0      | 1–1         |

## Třetí kolo
| Domácí v 1. zápase | Celkem | Hosté v 1. zápase    | 1. zápas | 2. zápas |
| ------------------ | ------ | -------------------- | -------- | -------- |
| FK Dynamo Kyjev    | 2–3    | VfB Stuttgart        | 2–0      | 0–3      |
| FC Dinamo Tbilisi  | 2–6    | Tottenham Hotspur FC | 1–1      | 1–5      |
| Ipswich Town FC    | 3–1    | FC Twente            | 1–0      | 2–1      |
| Budapest Honvéd FC | 2–5    | Ruch Chorzów         | 2–0      | 0–5      |
| Leeds United FC    | 2–3    | Vitória FC           | 1–0      | 1–3      |
| Fortuna Düsseldorf | 2–4    | Lokomotive Leipzig   | 2–1      | 0–3      |
| OGC Nice           | 1–4    | 1. FC Köln           | 1–0      | 0–4      |
| Standard Liège     | 3–3(v) | Feyenoord            | 3–1      | 0–2      |

## Čtvrtfinále
| Domácí v 1. zápase | Celkem    | Hosté v 1. zápase    | 1. zápas | 2. zápas    |
| ------------------ | --------- | -------------------- | -------- | ----------- |
| Ipswich Town FC    | 1–1(pen.) | Lokomotive Leipzig   | 1–0      | 0–1         |
| 1. FC Köln         | 1–5       | Tottenham Hotspur FC | 1–2      | 0–3         |
| VfB Stuttgart      | 3–2       | Vitória FC           | 1–0      | 2–2         |
| Ruch Chorzów       | 2–4       | Feyenoord            | 1–1      | 1–3(prodl.) |

## Semifinále
| Domácí v 1. zápase | Celkem | Hosté v 1. zápase    | 1. zápas | 2. zápas |
| ------------------ | ------ | -------------------- | -------- | -------- |
| Lokomotive Leipzig | 1–4    | Tottenham Hotspur FC | 1–2      | 0–2      |
| Feyenoord          | 4–3    | VfB Stuttgart        | 2–1      | 2–2      |

## Finále
| Domácí v 1. zápase   | Celkem | Hosté v 1. zápase | 1. zápas | 2. zápas |
| -------------------- | ------ | ----------------- | -------- | -------- |
| Tottenham Hotspur FC | 2–4    | Feyenoord         | 2–2      | 0–2      |

## Vítěz
| Pohár UEFA 1973/74 Feyenoord Eddy Treijtel, Wim Rijsbergen, Joop van Daele, Rinus Israël , Harry Vos, Theo de Jong, Wim Jansen, Willem van Hanegem, Peter Ressel, Lex Schoenmaker, Jørgen Kristensen, Johan Boskamp, Mladen Ramljak, Henk Wery Trenér: Wiel Coerver |